# Phyllonorycter epichares
Phyllonorycter epichares là một loài bướm đêm thuộc họ Gracillariidae. Loài này có ở Ấn Độ (Assam).
Ấu trùng ăn Malus species, bao gồm Malus pumila. Chúng có thể ăn lá nơi chúng làm tổ.